# Bir El Djir (distrito)
Bir El Djir é um distrito localizado na província de Orã, Argélia, e cuja capital é a cidade de mesmo nome. A população total do distrito era de 127 113 habitantes, em 1998.[carece de fontes?]

## Comunas
O distrito está dividido em três comunas:
- Bir El Djir
- Hassi Bounif
- Hassi Ben Okba